# St. Elisabeth Ziekenhuis Tilburg (oud)

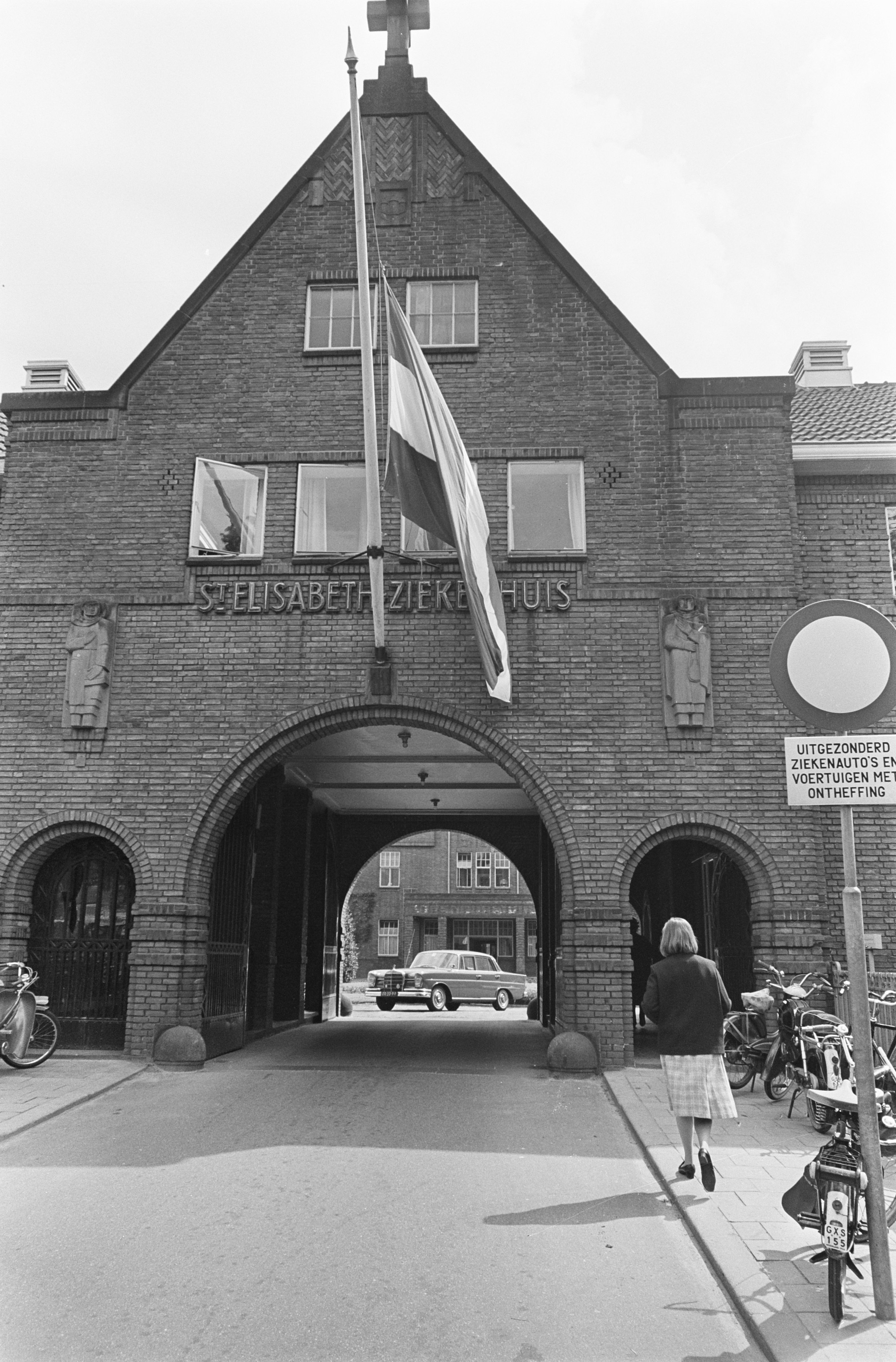
Het nog aanwezige poortgebouw. Aan de gevel beelden van Cosmas en Damianus (1966), gemaakt door Hans Claesen.

Het oude St. Elisabeth Ziekenhuis is een voormalig ziekenhuis in Tilburg. Het gebouw is in 1929 gebouwd. Het gebouwencomplex, een ontwerp van de destijds befaamde architect Eduard Cuypers, stond aan de Jan van Beverwijckstraat aan de oostkant van de stad.  Een deel van de gebouwen staat nog steeds overeind, waaronder de kapel, die eveneens werd ontworpen door  Eduard Cuypers. De glas-in-lood ramen daarin komen uit het Atelier van August Hermans in Roermond. 
Omdat het ziekenhuis moeilijk kon uitbreiden, daar het midden in de bebouwde kom stond, kwamen er al in de jaren zestig nieuwbouwplannen. In eerste instantie dacht men aan enkele verpleegtorens op het bestaande terrein, maar al spoedig kwam een radicalere oplossing in beeld: een volledig nieuw ziekenhuis elders in de stad. Echter, de politieke verwikkelingen waren tijdrovend en gecompliceerd. Pas in 1982 verhuisde het St. Elisabeth Ziekenhuis naar het nieuwe onderkomen.
Van 1982 tot 1994 was de psychiatrische inrichting Jan Wier in het voormalige ziekenhuis gevestigd. Toen ook deze instelling het gebouw verliet, is het gedeeltelijk gesloopt en is het vrijgekomen terrein herontwikkeld.